# Schoolauteur
De benaming schoolauteur (Latijn: auctor scholae) was de term die men in de klassieke oudheid gebruikte om die auteurs aan te duiden die teksten schreven voor schoolkinderen van toen. Dit kan gaan om auteurs die dit bewust deden, maar ook om auteurs die gewoon hun werk deden en van wie men de werken daarna als 'verplichte literatuur' op school gaf.
De schoolkinderen werden niet alleen opgeleid in het lezen en begrijpen van de literatuur, ook werden ze aangespoord tot het vertalen (translatio), het nadoen (imitatio) en het evenaren of zelfs overtreffen (aemulatio). Bekende schoolauteurs uit de klassieke oudheid zijn: Gaius Julius Caesar, Publius Vergilius Maro en de elegiaci.